# Canton de Langres
Le canton de Langres est une circonscription électorale française située dans le département de la Haute-Marne et la région Grand Est.

## Géographie
Ce canton est organisé autour de Langres dans l'arrondissement de Langres. Son altitude varie de 312 m (Chanoy) à 476 m (Saints-Geosmes).

## Histoire
Par décret du 17 février 2014, le nombre de cantons du département est divisé par deux, avec mise en application aux élections départementales de mars 2015. Le canton de Langres est conservé et s'agrandit. Il passe de 22 à 19 communes.

## Représentation

### Conseillers d'arrondissement (de 1833 à 1940)
| Période                                  | Période | Identité                             | Étiquette               | Qualité |
| ---------------------------------------- | ------- | ------------------------------------ | ----------------------- | --- |
| 1833                                     | 1848    | Jean Baptiste Aubert (1779-1865)     |                         | Maire de Langres (1831-1847), ancien conseiller général                                                     |
|                                          |         |                                      |                         | |
| 1886                                     | 1889    | Onésippe Naudet                      | Républicain             | Médecin, propriétaire à Saint-Loup-sur-Aujon, élu conseiller général du canton d'Auberive en 1889           |
| 1889                                     | 1919    | Léonce Michelot                      | Républicain indépendant | Médecin, adjoint au maire de Langres                                                                        |
| 1919                                     | 1922    | Michel Brocard-Quilliard (1875-1927) | Droite                  | Médecin, conseiller municipal de Langres, interne des hôpitaux de Paris                                     |
| 1922                                     | 1931    | Gustave Bailly                       | Rad.                    | Agriculteur à Langres                                                                                       |
| 1931                                     | 1940    | Gaston Flammarion (1889-1978)        | Radical                 | Médecin |
| 1940                                     |         |                                      |                         | Les conseils d'arrondissement ont été suspendus par la loi du 12 octobre 1940 et n'ont jamais été réactivés |
| Les données manquantes sont à compléter. |         |                                      |                         | |

### Conseillers généraux de 1833 à 2015
| Période | Période      | Identité                      | Étiquette              | Qualité |
| ------- | ------------ | ----------------------------- | ---------------------- | --- |
| 1833    | 1852         | Nicolas Bardonnaut-Jannard    |                        | Avocat, magistrat à Langres Président du Conseil Général (1848-1852)                                                         |
| 1852    | 1867         | Pierre-Marie Durand           |                        | Avocat, maire de Langres (1859-1867)                                                                                         |
| 1867    | 1871         | Stanislas Migneret            |                        | Ancien adjoint au Maire de Langres Ancien Préfet Membre du Conseil d'État                                                    |
| 1871    | 1872 (décès) | Charles Gagé                  |                        | Négociant à Langres |
| 1872    | 1921 (décès) | Jean Darbot                   | Rad.                   | Vétérinaire - Sénateur (1888-1920) Maire de Langres (1881-1888) Président du Conseil Général (1898-1906)                     |
| 1921    | 1931         | Édouard Dessein               | RG                     | Avocat au barreau de Langres Député (1914-1928) Maire de Langres (1935-1940)                                                 |
| 1931    | 1937         | Gustave Bailly                | Rad.                   | Agriculteur à Langres, conseiller d'arrondissement                                                                           |
| 1937    | 1940         | Marcel Perrin-Jacob           | Union antimarxiste-PSF | Négociant en vins Adjoint au Maire de Langres                                                                                |
|         |              |                               |                        | |
| 1943    | 1945         | Charles Béligné (1890-1974)   |                        | Coutelier Maire de Langres (1941-1944) Nommé conseiller départemental en 1943 Président du Conseil départemental (1943-1945) |
|         |              |                               |                        | |
| 1945    | 1955         | Charles Béligné               | DVD-CNIP               | Coutelier Maire de Langres (1941-1944, 1945-1959) Président du Conseil Général (1951-1955)                                   |
| 1955    | 1961         | Gaston Flammarion (1889-1978) | RGR                    | Docteur en médecine, ancien conseiller d'arrondissement                                                                      |
| 1961    | 1992         | Jean Favre                    | DVD puis UDR puis RPR  | Commerçant Député (1967-1978) Maire de Langres (1959-1977)                                                                   |
| 1992    | 2011         | Jean-Marie Voillemin          | DVD puis UMP           | Agent général d'assurances Maire-adjoint de Langres                                                                          |
| 2011    | 2015         | Didier Jannaud                | PS                     | Cadre Conseiller municipal de Langres                                                                                        |

### Conseillers départementaux à partir de 2015
| Période élective | Période élective | Mandat | Mandat   | Identité           | Nuance | Nuance | Qualité |
| ---------------- | ---------------- | ------ | -------- | ------------------ | ------ | ------ | --- |
| 2015             | 2021             | 2015   | 2021     | Anne Cardinal      |        | PS     | Cadre de santé, conseillère municipale de Langres (maire depuis 2020)                                                       |
| 2015             | 2021             | 2015   | 2021     | Nicolas Fuertes    |        | PS     | Professeur d'histoire, conseiller municipal de Langres (adjoint au maire depuis 2020)                                       |
| 2021             | 2028             | 2021   | en cours | Dominique Thiébaud |        | DVD    | Vice-Président du Pôle d'équilibre territorial et rural du Pays de Langres, Vice-Président du Grand Langres, maire de Bourg |
| 2021             | 2028             | 2021   | en cours | Dominique Viard    |        | DVD    | Chef d'entreprise à Langres                                                                                                 |

### Résultats détaillés

#### Élections de mars 2015
À l'issue du 1er tour des élections départementales de 2015, deux binômes sont en ballottage : Anne Cardinal et Nicolas Fuertes (PS, 30,83 %) et Alain Chary et Francine Lesserteur (FN, 26,83 %). Le taux de participation est de 51,73 % (4 699 votants sur 9 084 inscrits) contre 52,92 % au niveau départemental et 50,17 % au niveau national.
Au second tour, Anne Cardinal et Nicolas Fuertes (PS) sont élus avec 63,4 % des suffrages exprimés et un taux de participation de 50,99 % (2 623 voix pour 4 630 votants et 9 081 inscrits).

#### Élections de juin 2021
Le premier tour des élections départementales de 2021 est marqué par un très faible taux de participation (33,26 % au niveau national). Dans le canton de Langres, ce taux de participation est de 34,35 % (3 009 votants sur 8 760 inscrits) contre 36,26 % au niveau départemental. À l'issue de ce premier tour, deux binômes sont en ballottage : Anne Cardinal et Nicolas Fuertes (PS, 37,69 %) et Dominique Thiebaud et Dominique Viard (DVD, 34,78 %).
Le second tour des élections est marqué une nouvelle fois par une abstention massive équivalente au premier tour. Les taux de participation sont de 34,36 % au niveau national, 36,14 % dans le département et 36,31 % dans le canton de Langres. Dominique Thiebaud et Dominique Viard (DVD) sont élus avec 51,44 % des suffrages exprimés (1 517 voix pour 3 181 votants et 8 760 inscrits),,.

## Composition

### Composition avant 2015

Situation du canton de Langres dans le département de la Haute-Marne avant 2015.

Le canton de Langres regroupait 22 communes.
| Nom                         | Code Insee | Codepostal | Superficie (km2) | Population (dernière pop. légale) | Densité (hab./km2) |
| --------------------------- | ---------- | ---------- | ---------------- | --------------------------------- | ------------------ |
| Langres (chef-lieu)         | 52269      | 52200      | 22,33            | 7 905 (2012)                      | 354                |
| Balesmes-sur-Marne          | 52036      | 52200      | 12,67            | 246 (2012)                        | 19                 |
| Champigny-lès-Langres       | 52102      | 52200      | 6,35             | 409 (2012)                        | 64                 |
| Chanoy                      | 52106      | 52260      | 2,10             | 149 (2012)                        | 71                 |
| Chatenay-Mâcheron           | 52115      | 52200      | 6,10             | 111 (2012)                        | 18                 |
| Courcelles-en-Montagne      | 52147      | 52200      | 15,16            | 90 (2012)                         | 5,9                |
| Culmont                     | 52155      | 52600      | 8,29             | 562 (2012)                        | 68                 |
| Faverolles                  | 52196      | 52260      | 17,28            | 115 (2012)                        | 6,7                |
| Humes-Jorquenay             | 52246      | 52200      | 15,64            | 585 (2012)                        | 37                 |
| Marac                       | 52307      | 52260      | 21,92            | 221 (2012)                        | 10                 |
| Mardor                      | 52312      | 52200      | 7,44             | 67 (2012)                         | 9                  |
| Noidant-le-Rocheux          | 52355      | 52200      | 16,49            | 174 (2012)                        | 11                 |
| Ormancey                    | 52366      | 52200      | 17,11            | 81 (2012)                         | 4,7                |
| Peigney                     | 52380      | 52200      | 8,22             | 360 (2012)                        | 44                 |
| Perrancey-les-Vieux-Moulins | 52383      | 52200      | 17,26            | 290 (2012)                        | 17                 |
| Saint-Ciergues              | 52447      | 52200      | 12,45            | 179 (2012)                        | 14                 |
| Saints-Geosmes              | 52P05      | 52200      | 14,94            | 935 (2012)                        | 63                 |
| Saint-Martin-lès-Langres    | 52452      | 52200      | 3,64             | 103 (2012)                        | 28                 |
| Saint-Maurice               | 52453      | 52200      | 3,55             | 122 (2012)                        | 34                 |
| Saint-Vallier-sur-Marne     | 52457      | 52200      | 6,64             | 179 (2012)                        | 27                 |
| Vauxbons                    | 52507      | 52200      | 12,48            | 59 (2012)                         | 4,7                |
| Voisines                    | 52545      | 52200      | 19,08            | 89 (2012)                         | 4,7                |

### Composition à partir de 2015
Lors du redécoupage de 2014, le canton de Langres regroupait 19 communes.
À la suite de la fusion, au 1er janvier 2016, de Balesmes-sur-Marne avec Saints-Geosmes pour former une commune nouvelle, le canton compte désormais dix-huit communes entières.
| Nom                             | Code Insee | Intercommunalité    | Superficie (km2) | Population (dernière pop. légale) | Densité (hab./km2) | Modifier                                    |
| ------------------------------- | ---------- | ------------------- | ---------------- | --------------------------------- | ------------------ | ------------------------------------------- |
| Langres (bureau centralisateur) | 52269      | CC du Grand Langres | 22,33            | 7 683 (2022)                      | 344                | modifier les données · modifier les données |
| Beauchemin                      | 52042      | CC du Grand Langres | 11,92            | 111 (2022)                        | 9,3                | modifier les données · modifier les données |
| Champigny-lès-Langres           | 52102      | CC du Grand Langres | 6,35             | 406 (2022)                        | 64                 | modifier les données · modifier les données |
| Chanoy                          | 52106      | CC du Grand Langres | 2,10             | 128 (2022)                        | 61                 | modifier les données · modifier les données |
| Chatenay-Mâcheron               | 52115      | CC du Grand Langres | 6,10             | 96 (2022)                         | 16                 | modifier les données · modifier les données |
| Chatenay-Vaudin                 | 52116      | CC du Grand Langres | 3,72             | 46 (2022)                         | 12                 | modifier les données · modifier les données |
| Faverolles                      | 52196      | CC du Grand Langres | 17,28            | 96 (2022)                         | 5,6                | modifier les données · modifier les données |
| Humes-Jorquenay                 | 52246      | CC du Grand Langres | 15,64            | 592 (2022)                        | 38                 | modifier les données · modifier les données |
| Lecey                           | 52280      | CC du Grand Langres | 7,85             | 193 (2022)                        | 25                 | modifier les données · modifier les données |
| Marac                           | 52307      | CC du Grand Langres | 21,92            | 210 (2022)                        | 9,6                | modifier les données · modifier les données |
| Mardor                          | 52312      | CC du Grand Langres | 7,44             | 57 (2022)                         | 7,7                | modifier les données · modifier les données |
| Ormancey                        | 52366      | CC du Grand Langres | 17,11            | 75 (2022)                         | 4,4                | modifier les données · modifier les données |
| Peigney                         | 52380      | CC du Grand Langres | 8,22             | 386 (2022)                        | 47                 | modifier les données · modifier les données |
| Perrancey-les-Vieux-Moulins     | 52383      | CC du Grand Langres | 17,26            | 295 (2022)                        | 17                 | modifier les données · modifier les données |
| Saint-Ciergues                  | 52447      | CC du Grand Langres | 12,45            | 179 (2022)                        | 14                 | modifier les données · modifier les données |
| Saint-Martin-lès-Langres        | 52452      | CC du Grand Langres | 3,64             | 106 (2022)                        | 29                 | modifier les données · modifier les données |
| Saint-Maurice                   | 52453      | CC du Grand Langres | 3,55             | 127 (2022)                        | 36                 | modifier les données · modifier les données |
| Saints-Geosmes                  | 52449      | CC du Grand Langres | 27,61            | 1 097 (2022)                      | 40                 | modifier les données · modifier les données |
| Canton de Langres               | 5210       |                     | 212,49           | 11 883 (2022)                     | 56                 | modifier les données                        |

## Démographie

### Démographie avant 2015
| 1962   | 1968   | 1975   | 1982   | 1990   | 1999   | 2006   | 2011   | 2012   |
| ------ | ------ | ------ | ------ | ------ | ------ | ------ | ------ | ------ |
| 14 041 | 15 127 | 15 555 | 15 174 | 15 021 | 14 481 | 13 673 | 13 119 | 13 031 |

### Démographie depuis 2015
En 2022, le canton comptait 11 883 habitants, en évolution de −1,39 % par rapport à 2016 (Haute-Marne : −4,62 %, France hors Mayotte : +2,11 %).
| 2013   | 2018   | 2022   |
| ------ | ------ | ------ |
| 12 192 | 11 948 | 11 883 |